# Еани
 Тази статия е за селото в Кожанско.  За бившето село в Урумлъка вижте Алорос.  
Еани, още Каляни или Калян (на гръцки: Αιανή, до 1926 година Καλλιανή, Каляни), е село в Гърция, част от дем Кожани, област Западна Македония.

## География
Еани е разположено на 540 m надморска височина, на около 20 km южно от град Кожани, от лявата (северна) страна на големия язовир Полифитоско езеро на река Бистрица (Алиакмонас), в подножието на планината Червена гора (Вуринос).

## История

### Античният град Еани
Еани в древността е главен град на Елимия, част от Древна Македония. През IV век пр. Хр. влиза в състава на голямата древномакедонска държава. Селището продължава да съществува през елинистичната епоха докъм I век пр. Хр.

### В Османската империя
Селището Каляни възниква на около 2 километра югозападно от античния град. В Еани и около него има серия от византийски и поствизантийски църкви и други културни паметници. Храмът „Успение Богородично“ на площада е от XI – XII век.
В 1528 година Каляни има 619 домакинства с 2786 жители.
Близо до църквата е Забурноската мелница от 1874 година. На 1 km северно е Еани е разположена „Света Анастасия Узорешителница“ със стенописи от втората половина на XIX век, дело на зограф от Самаринската художествена школа. Стенописите в църквата „Света Параскева“, разположена на северния вход на градчето, са от XV или XVI век, а в „Свети Йоан Кръстител“ – от втората половина на XIX век, също дело на самарински зограф. Югоизточно от градчето е манастирската църква „Свети Атанасий“. На 2 km югоизточно от градчето е днес полуразрушената църква „Свети Архангел Михаил“ с фрески от 1549 година, а на няколко метра от нея е „Свети Николай“, изписана в 1552 година. В близост до тези два храма е гробищната църква „Света Троица“ с останки от стенописи от XVI век. На 2 km на запад от Еани е византийската църква „Свети Димитър“ от XI или XIII век със стенописи от същия период и от XV – XVI век. Наблизо са руините на базиликата „Свети Нестор“ със стенописи от XVI век в светилището.
В края на XIX век Каляни е гръцко християнско село в югозападната част на Кожанската каза на Османската империя. Александър Синве („Les Grecs de l’Empire Ottoman. Etude Statistique et Ethnographique“), който се основава на гръцки данни, в 1878 година пише, че в Каляни (Kaliani) живеят 870 гърци.
Според статистиката на Васил Кънчов („Македония. Етнография и статистика“) през 1900 година в Калианъ има 900 гърци.
На Етнографската карта на Битолския вилает на Картографския институт в София от 1901 година Калян е чисто гръцко село в Кожанската каза на Серфидженския санджак със 180 къщи.
Според статистика на Серфидженския санджак на гръцкото консулство в Еласона от 1904 година в Каляни (Καλλιάνη), Кожанска каза, живеят 500 гърци елинофони християни.
По данни на секретаря на Българската екзархия Димитър Мишев („La Macédoine et sa Population Chrétienne“) в 1905 година в Калян (Kalian) има 900 гърци.

### В Гърция
През Балканската война в 1912 година в селото влизат гръцки части и след Междусъюзническата в 1913 година остава в Гърция. Преброяването от 1913 година показва 587 жители. През 1926 година селото е назовано по името на античния град Еани.
Населението традиционно произвежда жито, тютюн и други земеделски продукти, като се занимава и със скотовъдство.
| Година    | 1913 | 1920 | 1928 | 1940 | 1951 | 1961 | 1971 | 1981 | 1991 | 2001 | 2011 | 2021 |
| --------- | ---- | ---- | ---- | ---- | ---- | ---- | ---- | ---- | ---- | ---- | ---- | ---- |
| Население | 587  | 705  | 858  | 1036 | 1312 | 1707 | 1521 | 1867 | 1946 | 2047 | 2006 | 1586 |

Голям селски празник има на Лазаровден, когато с особена тържественост се провеждат старинните обичаи. В района на селото има общо 11 храма, датиращи от XI до XIX век. Църквата „Успение Богородично“ в центъра на селото според някои оценки произлиза от края на XI-началото на XII век, с реконструкции през XVI, XVIII и XIX век, откогато датират различни стенописни слоеве.

## Археологически музей
Археологическият музей на Еани излага прекрасни експонати, открити в древния град Еани и в околоността. Разположен е в съвременна голяма сграда, построена през 1992 – 2002 година. Археологическият комплекс на античния град е разположен е на около 2 километра североизточно от селото и в него могат да се видят останки от различни постройки на древния град.
- Златна фибула от II половина на VI век пр. Хр.
- Глинена фигура на момиче от II половина на VI век пр. Хр.
- Съдове от XIV век пр. Хр.
- Глинена фигура на Атина
- Глинен съд от XIV век пр. Хр.